# Anton Nemec
Anton Nemec (* 14. ledna 1929  - 2004) byl český a československý voják, náčelník Pohraniční stráže, v hodnosti generálmajor, politik Komunistické strany Československa a poslanec Sněmovny národů Federálního shromáždění za normalizace.

## Biografie
K roku 1986 se profesně uvádí jako náčelník hlavní správy Pohraniční stráže a ochrany státních hranic. Tuto funkci zastával od 1. ledna 1982. Odvolán byl 31. ledna 1990 a 15. února 1990 přestal být vojákem z povolání.
Ve volbách roku 1986 zasedl za KSČ do české části Sněmovny národů (volební obvod č. 60 - Znojmo, Jihomoravský kraj). Ve Federálním shromáždění setrval do konce funkčního období, tedy do voleb roku 1990. Netýkal se ho proces kooptací do Federálního shromáždění po sametové revoluci. Anton Nemec zemřel v roce 2004.

## Vyznamenání
- Vyznamenání Za zásluhy o obranu vlasti
- Medaile Za službu vlasti
- Vyznamenání Za vynikající práci
- Medaile Za upevňování přátelství ve zbrani[6], II. stupeň
- Pamětní medaile k 25. výročí Vítězného února
- Pamětní medaile k 30. výročí národně osvobozeneckého boje našeho lidu a osvobození Československa Sovětskou armádou
- Medaile 30 let SNB[7]
- Pamětní medaile 50 let KSČ, 1971